# The Kitchen (película de 2023)
The Kitchen (La cocina, en España) es una película de drama y ciencia ficción británica de 2023 dirigida por Kibwe Tavares y Daniel Kaluuya a partir de un guion de Kaluuya y Joe Murtagh. La película está protagonizada por Kane Robinson, Jedaiah Bannerman, Hope Ikpoku Jr, Teija Kabs, Demmy Ladipo, Cristale y BackRoad Gee.
The Kitchen tuvo su estreno mundial en el 67.° Festival de Cine de Londres el 15 de octubre de 2023 y se estrenó en cines selectos del Reino Unido el 12 de enero de 2024, antes de estrenarse en streaming por Netflix el 19 de enero de 2024.

## Reparto

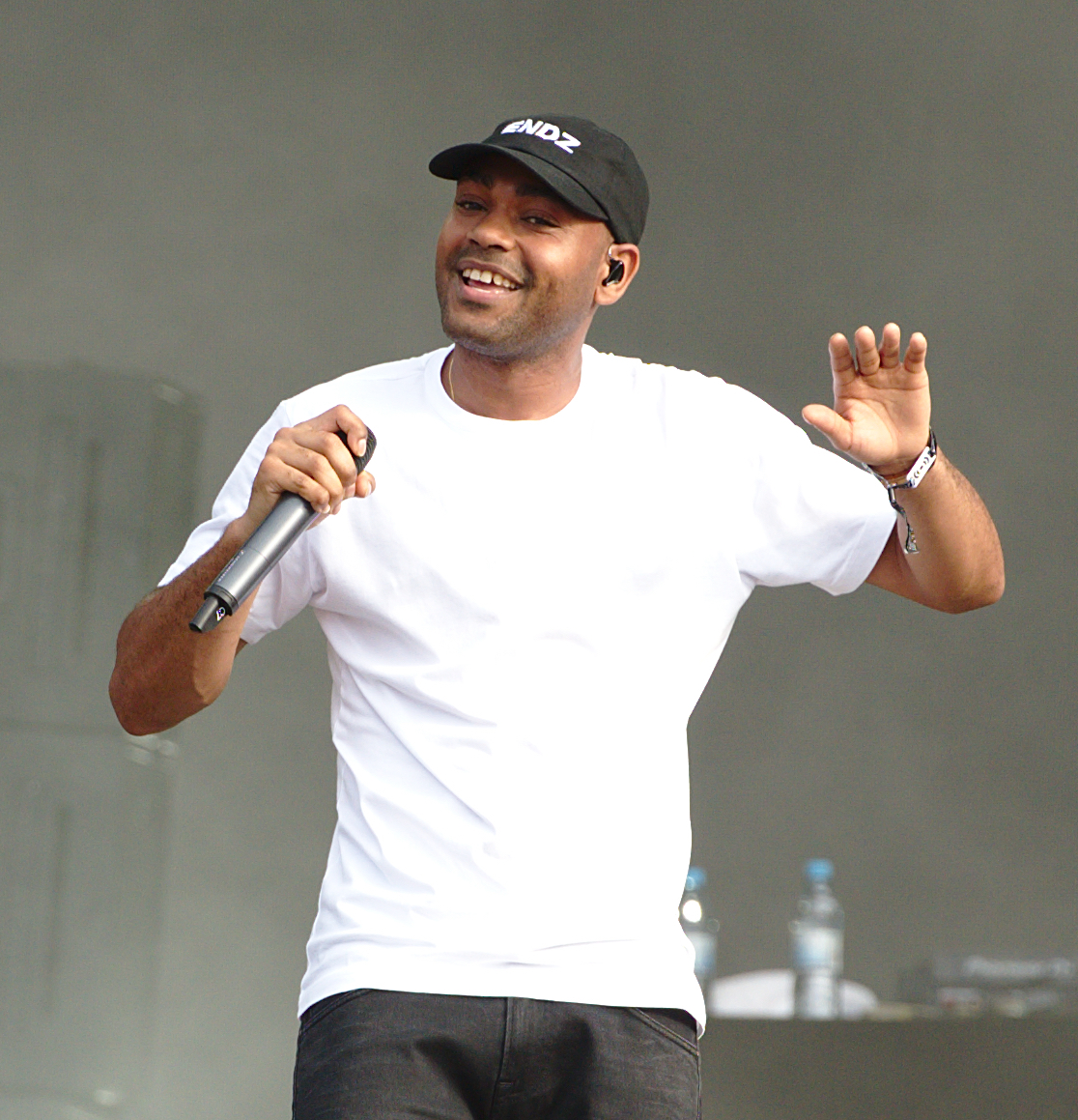
Kane Robinson interpreta a Izi.

- Kane Robinson como Izi
- Jedaiah Bannerman como Benji
- Hope Ikpoku Jr como Staples
- Teija Kabs como Ruby
- Demmy Ladipo como Jase
- Cristale como Lianne
- BackRoad Gee como Kamale
- Rasaq Kukoyi como Arinze
- Reuben 'Trizzy' Nyamah como Dirty
- Henry Lawfull como Cronik
- Alan Asaad como Oozie
- Ian Wright como Lord Kitchener

## Producción

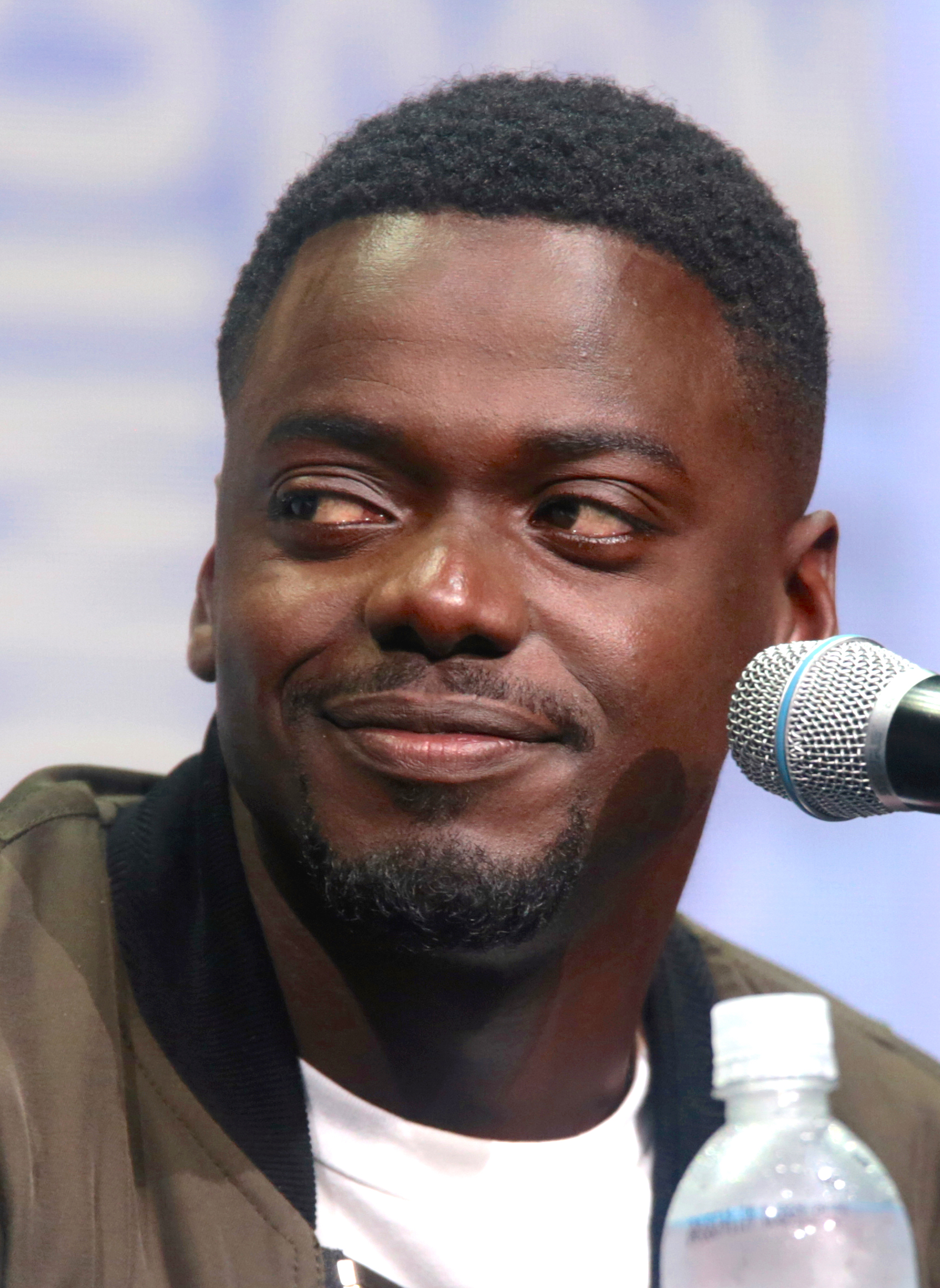
Coguionista, codirector y productor Daniel Kaluuya

The Kitchen es el debut como director de largometraje de Kibwe Tavares y Daniel Kaluuya. Tavares, Kaluuya y el productor Daniel Emmerson comenzaron a desarrollar la película en 2014, luego de una conversación en una barbería. En 2016, la película fue seleccionada para el Laboratorio de Dirección y Guion de Sundance.
La producción de la película se llevó a cabo de marzo a junio de 2022. La película se rodó íntegramente en exteriores. El mercado de la cocina era el antiguo edificio de la Junta de Electricidad de Londres en Cambridge Heath Road en Londres. El barrio de Kitchen era el complejo Damiers en La Défense, París.

## Estreno
The Kitchen se estrenó como película de clausura del 67.º Festival de Cine de Londres el 15 de octubre de 2023. Se estrenó en cines selectos del Reino Unido el 12 de enero de 2024 antes de estrenarse en streaming por parte de Netflix el 19 de enero de 2024. 